# Bôa
bôa ist eine britische Alternative-Rock-Band. Sie wurde 1993 von Ed Herten in London gegründet. 

## Werdegang
1998 wurde die Gruppe unter Anime-Fans bekannt, da ihr Titel Duvet als Titelmusik für den Anime Serial Experiments Lain verwendet wurde. Der Song wurde in Japan als Single verkauft, später auch Alben mit weiteren Titeln.
2000 folgte das Album Twilight, das in den USA veröffentlicht wurde. Nach einiger Wartezeit erschien dann im Februar 2005 mit Get There ein weiteres Album, diesmal in Großbritannien. Im August 2005 war es nur direkt auf der offiziellen Website und in einigen Online-Musikportalen zu erwerben.
Steve und Jasmine Rodgers sind die Kinder des Free-Sängers Paul Rodgers. Die beiden sind unter anderem auf der DVD „Strat Pack“ zu sehen.

## Diskografie
- 1998: The Race of a Thousand Camels
- 1998: Duvet (Single, UK: Gold, US: Platin)[1]
- 1999: Tall Snake E.P.
- 2001: Twilight
- 2005: Get There
- 2024: Beautiful & Broken